# Savelugu
Savelugu es una ciudad de la región Norte de Ghana. En marzo de 2000 tenía una población censada de 24 937 habitantes.
Se encuentra ubicada cerca de los ríos Volta Negro y Blanco, al norte de Acra —la capital del país— y del golfo de Guinea.